# چرکوت
چِرکوت (به مجاری:  Cserkút) یک منطقهٔ مسکونی در مجارستان است که در ناحیه پچ واقع شده‌است.